# Урисон Павло Самуїлович
Павло́ Самуї́лович Урисо́н (22 січня (3 лютого) 1898, Одеса, Російська імперія; 17 серпня 1924, Ба-сюр-Мер, Пеї-де-ла-Луар, Франція) — радянський математик.

## Біографія
Павло Урисон народився 3 лютого (за новим стилем) 1898 року в Одесі. Павло рано залишився без матері, і турботу про нього взяли на себе його батько й сестра — Нейман Ліна Самойлівна. В 1912 році сім'я переїжджає в Москву. У шкільні роки Павло мріє стати фізиком, але потім стає більше цікавитися математикою. В 1915 році Павло вступає на фізико-математичний факультет Московського університету, де незабаром входить у наукову школу Лузіна.
Закінчивши Московський університет у 1919 році, Урисон вступає в аспірантуру до Лузіна й закінчує її в 1921 році. Тоді ж (з 30 березня 1921 року) починається його співробітництво й дружба з Павлом Сергійовичем Александровим. П. С. Урисон був співробітником інституту математики й механіки Московського університету й професором Московського педагогічного державного університету.
Павло Самуїлович Урисон загинув у результаті нещасного випадку під час купання 17 серпня 1924 року.

## Наукові результати
Основні результати отримані Урисоном в галузі топології, нелінійних диференціальних рівнянь, геометрії.
Ще в аспірантурі Урисон написав кілька яскравих наукових праць. Вони були присвячені теорії диференціальних рівнянь і нелінійним рівнянням в нескінченовимірному просторі. Урисон також довів теорему з галузі опуклої геометрії про те, що куля є тілом максимального об'єму при фіксованій середній ширині. Разом з Александровим Урисон заснував радянську топологічну школу. Він створив новий напрямок у топології — теорія розмірності. Він довів так звані метризаційні теореми про топологічні простори.
У 1921–1922 роках у Московському університеті він уперше в Росії прочитав курс топології.

## Праці
- Урысон П. С. Труды по топологии и другим областям математики, т.1-2, М.-Л., 1951.